# Koos Maasdijk
Jacob (Koos) Arnold Maasdijk, nizozemski veslač, * 19. september 1968, Rotterdam, Zuid-Holland.
Maasdijk je za Nizozemsko nastopil na Poletnih olimpijskih igrah 1992 in 1996.
V Barceloni je veslal v nizozemskem četvercu s krmarjem, ki je bil peti.
Na igrah v Atlanti je veslal za nizozemski osmerec, ki je osvojil zlato medaljo. 